# Яхно Павло Павлович
Яхно Павло Павлович (1 жовтня 1898, с. Хороль Приморський край — після 1945) — український громадський діяч на Далекому Сході, член Ради товариства «Просвіта», секретар Українського Національного Комітету в Микольську-Уссурійському, член Союзу українців та Спілки української молоді. Кавалер Ордену Симона Петлюри. 

## Життєпис
Походив з родини священика. Скінчив вище початкове училище, до 1917 — поштово-телеграфний службовець. В 1917—1918 — секретар Ради Української Громади в Новокиївську (Приморщина). Згодом у Києві вступає в Армію УНР, учасник Антигетьманського повстання (1918). Нагороджений хрестом С. Петлюри. 
В 1919 повернувся на Далекий Схід, де був учасником партизанського руху проти білогвардійської влади. В 1920 — працівник Українського Революційного Штабу у Владивостоці, уповноважений Українського Далекосхіднього Секретаріату на Приморську область. 
В 1920—1921 — член Ради товариства «Просвіта», секретар Українського Національного Комітету в Микольську-Уссурійському, член місцевого Союзу українців та Спілки української молоді (1921). 
В листопаді 1922 заарештований більшовиками, утримувався у Читинській в'язниці. Влітку 1923 втік до Харбіну (Манчжурія), де працював водієм на автобіржі, згодом мав власний автомобіль. Брав активну участь в українському громадському житті в Харбіні. Член Українського політичного центру, або т. зв. «чвірки» — політичного проводу місцевої української колонії, що політично орієнтувався на екзильний уряд УНР в Європі. 
15 листопада 1933 рішенням «чвірки» призначений адміністратором Українського Національного Дому в Харбіні, від 14 квітня 1934 до 24 червня 1935 — голова Управління УНДому. Від 1928 — скарбник, ревізор (1931), секретар (1934) товариства «Просвіта». 17 листопада 1933 обраний членом організаційної комісії зі створення Української Національної Громади. Один із організаторів, член управи та секретар, голова (від 18 грудня 1934) Спілки українських емігрантів в Маньчжурії. Один із засновників Української Національної Колонії в Харбіні, 12 травня 1935 — делегат установчої конференції УНК від СУЕ, 19 травня 1935 — член президії установчих зборів УНК. 
В 1932—1937 співвласник та адміністратор газети «Манджурський Вістник» (Харбін). В 1937 виключений з Української Національної Колонії за опозиційність до тодішнього керівництва УНК на чолі з Ю. Роєм. 5 березня 1939 відновлений в членстві в УНК. В 1944—1945 — начальник культурно-просвітнього відділу Правління УНК.
Заарештований більшовиками 13 вересня 1945, засуджений 19 листопада 1945 за ст. 58-4, 58-13 КК РСФСР до 10 років таборів. Реабілітований 13 травня 1992. 
Автор спогадів «Читинський процес», 9 розділів яких надруковані в «Манджурському вістнику» в 1935—1936.